# 尼古拉·里姆斯基-科萨科夫

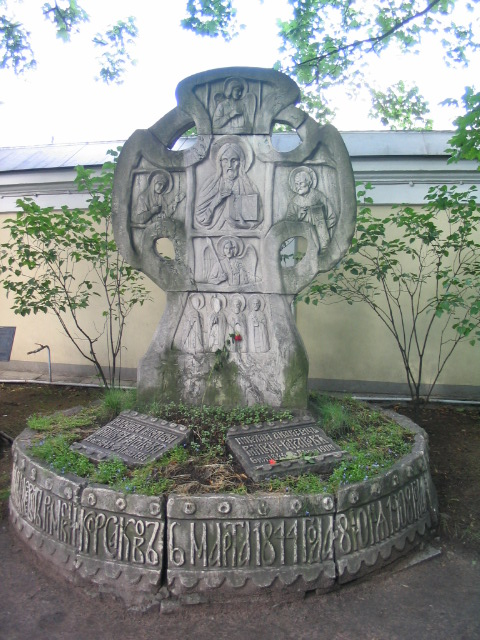
亚历山大·涅夫斯基修道院季赫温公墓里姆斯基-科萨科夫的墓碑

尼古拉·安德烈耶维奇·里姆斯基-科萨科夫（羅馬化：Nikolay Andreyevich Rimskiy-Korsakov；1844年3月18日［儒略曆3月6日］—1908年6月21日［儒略曆6月8日］），俄罗斯作曲家、音乐教育家，在季赫溫出生。他和鲍罗丁、穆索尔斯基、巴拉基列夫和居伊并称为“强力集团”。

## 生平
1856年在圣彼得堡入海军军官候补生队，同时业余时间学习钢琴演奏、观赏歌剧及听音乐会，与巴拉基列夫等人交往，交流音乐创作感受。1862-65年出海航行。1865年完成他的第一部交响乐。1869年续成达尔戈梅日斯基的歌剧《石客》（The Stone Guest）。
1871年他成为聖彼得堡音樂學院乐器和作曲教授。1874年到1881年他是免费音乐学校的领导，并以指挥家和教育家姿态亮相。他的学生有亚历山大·格拉祖诺夫、奥托里诺·雷斯皮基、斯特拉文斯基和普罗科菲耶夫。
里姆斯基-科萨科夫写有15部歌剧，多部管弦乐，特别是标题音乐、合唱曲、室内乐、钢琴作品，歌曲和改编曲。
1882年后的大部分时间用在行政、指挥方面并抽空为卒於1881年的穆索尔斯基的《霍万兴那》及其他作品进行修订及配器。1887年鲍罗丁逝世，其遗作《伊戈尔王子》又由他和他的学生格拉祖诺夫（Glazunov）来担负完成和配器的任务。但利用此项作的间隙创作出他自己最富于色彩的两首乐曲：《西班牙随想曲》（Spanish Caprice）及《天方夜譚》（Scheherazade）。
此后他受1888-99年在俄国首次演出瓦格纳的歌剧《指环》（Ring）的影响，转而专心从事歌剧创作。他有一段时间因患神经衰弱而无法工作，但到1890年又恢复创造性的劳动，并在1896年为穆索尔斯基的歌剧《鲍里斯·戈杜诺夫》（Boris Godunov）整理出完整的演出本，虽然今天对这个版本有部分的不信任，但在学者们恢复穆索尔斯基的原作面貌之前，一直靠里姆斯基-科萨科夫编的本子使这部歌剧得以流传。
1905年因同情革命学生，曾一度被解除彼得堡音乐院教授的职务，其作品也遭禁演两个月的处分。与当局这一冲突在他最后一部讽刺歌剧《金鸡》（The Golden Cockerel）中有所反映。此剧曾遭政府禁演，待他逝世后方有机会上演。1906年又修订《鲍里斯·戈杜诺夫》，1907年曾在巴黎指挥谢尔盖·达基列夫举办的俄罗斯音乐演奏会。
里姆斯基-科萨科夫的天赋不如其民族乐派中的同伴，但在清晰而富于色彩的配器技巧方面却超过了他们，而且今天对我们来说，他的音乐似乎成为沙皇俄国时代煊赫与壮观的集中体现。其歌剧之光彩近来已再次被人们所肯定。他对其最杰出的学生斯特拉文斯基的影响，在《火鸟》（The Firebird）中表现得尤为突出。他还撰有供和声及配器作的教科书，并写有自传。

## 作品

### 歌剧
- Pskowitjanka（普斯科夫的姑娘（英语：The Maid of Pskov））（1868-72，UA 1873）
- Bojarynja Wera Scheloga（Die Bojarin Wera Scheloga）（1877-78，UA 1898）
- Maiskaja notsch（五月的夜晚（英语：May Night））（1878-79，UA 1880）
- Snegurotschka（雪姑娘（英语：The Snow Maiden））（1880-81，UA 1882）
- Mláda（姆拉达（英语：Mlada (Rimsky-Korsakov)））1889-90，UA 1892）
- Notsch pered Roschdestwom（圣诞前夜）（1894-95，UA 1895）
- Sadko（萨特阔（英语：Sadko (opera)））（1895-96，UA 1898）
- Mozart i Saljeri（莫扎特和萨列里（英语：Mozart and Salieri (opera)））（1897，UA 1898）
- Zarskaja newesta（沙皇的新娘）（1898，UA 1899）
- Skaska o zare Saltane（萨坦王的故事（英语：The_Tale_of_Tsar_Saltan））（1899-1900，UA 1900）, 其中第二场中插曲“大黃蜂的飛行更为人熟知。
- Serwilija（塞维利亚（英语：Servilia (opera)））（1900-01，UA 1902）
- Kaschtschej bessmertny（不朽的卡师切耶（英语：Kashchey the Deathless））（1901-02，UA 1902）
- Pan Wojewoda（Pan Voyevoda）（1902-03，UA 1904）
- Skasanije o newidinom grade Kitesche i dewe Fewronii（透明之城基特师与处女费罗尼佳（英语：The Legend of the Invisible City of Kitezh and the Maiden Fevroniya））（1903-04，UA 1907）
- Solotoi petuschok（金鸡）（1906-07，UA 1909）

### 交响曲
- e小调第一交响曲 op.1（英语：Symphony No. 1 (Rimsky-Korsakov)）（1861-65/1884）
- 第二交响曲 op.9 《安塔》（英语：Antar (Rimsky-Korsakov)）（1868/75/97），後來作曲家改稱這樂曲為一首「交響組曲」。
- C大调第三交响曲 op.32（1866-73/1886）

### 其他管弦乐曲
- 俄羅斯主题序曲 op.28（1866/1879-80）
- 塞爾維亞主題幻想曲 op.6（英语：Fantasy on Serbian Themes）（1867/1886-87）
- 音樂描繪《薩德克（英语：Sadko (musical tableau)）》 op.5（1867/69/92）
- 《童話》（Skazka）op.29（1879-80）
- a小调俄罗斯主题小交响曲 op.31（1880-84）
- 西班牙隨想曲（Capriccio Espagnol）op.34（1887）
- 天方夜譚（中译舍赫拉查达，Scheherazade）op.35（1888）
- 俄國復活節序曲（英语：Russian_Easter_Overture） op.36（1888）
- 第四主題及變奏曲（1903）
- 《在墓旁》op.61（1904）
- Dubinuschka op.62（1905）

### 獨奏及樂隊
- 降B大調長號與管樂隊協奏曲（1877）
- g小調雙簧管與管樂隊《格林卡主題變奏曲》（1877）
- 降E大調單簧管與管樂隊協奏曲（1888）
- 升c小调鋼琴協奏曲 op.30（英语：Piano Concerto (Rimsky-Korsakov)）（1882-83）
- 為兩段俄羅斯主題而寫的幻想曲（小提琴及樂隊）op.33（1886-87）
- 大提琴与乐队小夜曲 op.37（1903）

### 室内乐
- F大调弦乐四重奏 op.12（1875）
- A大调弦乐六重奏（1876）
- B大调长笛，单簧管，圆号，巴松和钢琴五重奏（1876）
- 俄罗斯主题弦乐四重奏（1878-79; 1. - 3. 乐章改编为小交响曲 op.31）
- G大调弦乐四重奏（1897）
- c小调钢琴三重奏（1897）

### 文獻
- Chronik meines musikalischen Lebens. Leipzig: Reclam 1968
- Ernst Kuhn (Hg.): Nikolai Rimsky-Korsakow, Zugänge zu Leben und Werk: Monographien - Schriften - Tagebücher - Verzeichnisse. Mit einem "Verzeichnis der musikalischen Werke Nikolai Rimsky-Korsakows", einer "Systematischen Auswahl-Bibliographie der internationalen Literatur zu Leben und Werk Nikolai Rimsky-Korsakows bis 1998" sowie einem Verzeichnis seiner Schüler. Berlin: Kuhn 2000 ISBN 3-928864-15-7

## 外部連結
- 尼古拉·里姆斯基-科萨科夫（德国国家图书馆目录相关文献）
- Russisches Musikarchiv （页面存档备份，存于）
- 尼古拉·里姆斯基-科萨科夫的免费乐谱，由国际乐谱典藏计划提供